# Friiberghs GK
Friiberghs GK är en golfklubb i Örsundsbro i Uppland.
Golfbanan har funnits på plats sedan 1990, även om idén fanns redan 1988. Första rundan spelades 30 juni 1990, men den officiella invigningen ägde rum först den 15 september samma år.
Dåvarande ägaren till Friiberghs Herrgård, Björn Norberg, ansåg att det kunde gynna herrgården med en golfbana, varefter planer smiddes och den första styrelsen bildades.  Carl Johan Bonde valdes till ordförande och en av ledamöterna var Christer Ulfbåge, som också skapade logotypen.
Marken arrenderas av Rävsta Gård. Arkitekt för banan var Åke Persson och platschef för bygget var Per-Olof Ljung, som 2006 är greenkeeper på Veckefjärdens GC.
Under åren 1993-1994 ombildades golfklubben och är numera medlemsägd.